# 川崎京市
川崎 京市（かわさき きょうし、1908年9月2日 - 1987年12月）は、日本の化学技術者、実業家、工学博士。日本合成ゴム代表取締役社長や、化学工学協会会長、日本工学アカデミー副会長などを歴任した。

## 来歴・人物
1932年東京工業大学染料化学科卒業、近藤製薬工場入社。1950年「人造麝香に関する研究」により東京工業大学工学博士。1957年日本合成ゴム常務取締役。1961年有機合成化学協会会長。1968年日本合成ゴム取締役副社長。1969年日本合成ゴム取締役社長。1971年藍綬褒章受章。1975年日本合成ゴム取締役会長。1979年日本合成ゴム相談役、勲二等瑞宝章受章。1980年石油学会名誉会員。1981年日本粉体工業技術協会会長、化学工学会名誉会員。日本工学アカデミー副会長在任中の1987年に急逝した。